# Llista de comtats de Wisconsin

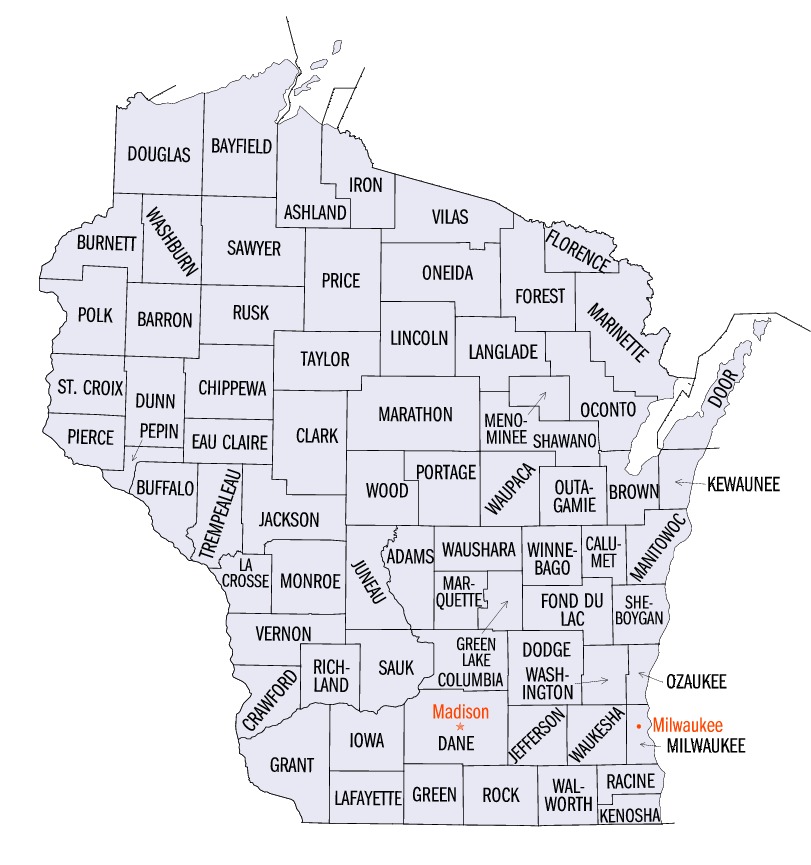
Mapa dels comtats de l'estat de Wisconsin.

L'estat nord-americà de Wisconsin s'organitza en 72 comtats.
El comtat més poblat de l'estat és el comtat de Milwaukee amb més de 900 mil habitants segons l'estimació del cens de 2024. Mentre que el comtat de Menominee és el de menys població amb només amb 4.286 habitants; la reserva índia Menominee és coextensa amb el comtat. El més extens en superfície és el comtat de Marathon amb 4.001,3 km², mentre que el comtat de Pepin és el de menys extens amb 600,8 km² de superfície.
L'abreviació postal de Wisconsin és WI i el seu codi FIPS d'estat és el 55.

## Govern
Cada comtat té una seu de comtat on es troben les oficines governamentals del comtat. Alguns dels serveis que ofereix el comtat inclouen temes relacionats amb: aplicació de la llei, jutjats, serveis socials, registres vitals i registre d'escriptures, manteniment de carreteres i retirada de neu. Els funcionaris del comtat inclouen xèrifs, fiscals de districte, secretaris, tresorers, forenses, aparelladors, registres d'actes i secretaris del tribunal de circuit; aquests càrrecs són elegits per a mandats de quatre anys. A la majoria de comtats, els forenses electes han estat substituïts per metges forenses designats.
Els comtats de Wisconsin es regeixen per les juntes de comtat, encapçalades per un president. els comtats amb una població igual o superior a 500.000 habitants també han de tenir un executiu de comtat. Els més petits poden tenir un executiu de comtat o només un administrador de comtat. A partir del 2011, 13 comtats havien elegit executius de comtat: Brown, Chippewa, Dane, Fond du Lac, Kenosha, Manitowoc, Milwaukee, Outagamie, Portage, Racine, Sawyer, Waukesha i Winnebago. 23 tenien un administrador de comtat designat, 34 tenien un coordinador administratiu designat i 2 no tenien ni executiu ni administrador. El comtat de Waukesha tenia tant un executiu com un administrador.

## Història
La terra que finalment es va convertir en l'estat de Wisconsin va ser transferida del control britànic al estatunidenc amb la signatura del Tractat de París el 1783. Va ser una part no organitzada del Territori del Nord-oest fins al 1802 quan tota la terra al nord de Saint Louis fins la frontera canadenca es va organitzar com a comtat de St. Clair. Quan l'estat d'Illinois va ser admès a la Unió el 1818, Wisconsin va passar a formar part del Territori de Michigan i es va dividir en dos comtats: el comtat de Brown al llarg del nord-est del llac Michigan i el comtat de Crawford al llarg del sud-oest del riu Mississipi. El comtat d'Iowa es va formar el 1829 a partir de la terra del comtat de Crawford al sud del riu Wisconsin. La part sud del comtat de Brown es va utilitzar per formar el comtat de Milwaukee el 1834. L'estat de Wisconsin es va crear a partir del Territori de Wisconsin el 29 de maig de 1848, amb 28 comtats.

## Llista de comtats
| Nom del comtat | Seu del comtat     | Data de creació | Origen                                                                 | Etimologia del nom | Població (2024) | Superfície | Mapa                   |
| -------------- | ------------------ | --------------- | ---------------------------------------------------------------------- | --- | --------------- | ---------- | ---------------------- |
| Adams          | Friendship         | 1848            | A partir del comtat de Portage.                                        | Per John Quincy Adams, sisè president dels Estats Units. | 21.352          | 1.672 km²  | Comtat d'Adams         |
| Ashland        | Ashland            | 1860            | A partir del comtat de La Pointe.                                      | Per Ashland, nom de la plantació de l'advocat i polític Henry Clay a Kentucky. | 16.196          | 2.707 km²  | Comtat d'Ashland       |
| Barron         | Barron             | 1859            | A partir del comtat de Polk.                                           | Per Henry D. Barron, senador estatal i jutge. | 46.810          | 2.234 km²  | Comtat de Barron       |
| Bayfield       | Washburn           | 1845            | A partir del comtat de St. Croix.                                      | Per Henry Wolsey Bayfield, oficial de la marina britànica i el primer a estudiar la zona dels Grans Llacs d'Amèrica del Nord. | 16.838          | 3.828 km²  | Comtat de Bayfield     |
| Brown          | Green Bay          | 1818            | Comtat original.                                                       | Pel general Jacob Brown, comandant general de l'exèrcit dels Estats Units durant la Guerra de 1812. | 273.909         | 1.372 km²  | Comtat de Brown        |
| Buffalo        | Alma               | 1853            | A partir del comtat de Jackson.                                        | Pel riu Buffalo, tributari del Mississipi, que travessa el comtat. | 13.464          | 1.740 km²  | Comtat de Buffalo      |
| Burnett        | Siren              | 1856            | A partir del comtat de Polk.                                           | Per Thomas P. Burnett, legislador estatal. | 17.187          | 2.129 km²  | Comtat de Burnett      |
| Calumet        | Chilton            | 1836            | A partir del comtat de Brown.                                          | Per la paraula francesa "calumet", utilitzada per denominar la pipa ceremonial menominee. | 53.602          | 824 km²    | Comtat de Calumet      |
| Chippewa       | Chippewa Falls     | 1845            | A partir del comtat de Crawford.                                       | Pel poble ojibwe, anomenat oficialment "chippewa" als Estats Units. | 67.323          | 2.612 km²  | Comtat de Chippewa     |
| Clark          | Neillsville        | 1853            | A partir del comtat de Crawford.                                       | Per George Rogers Clark, general durant la guerra d'Independència. | 34.801          | 3.133 km²  | Comtat de Clark        |
| Columbia       | Portage            | 1846            | A partir del comtat de Portage.                                        | Per Cristòfor Colom, navegant que va obrir el camí a la colonització americana. | 58.113          | 1.983 km²  | Comtat de Columbia     |
| Crawford       | Prairie du Chien   | 1818            | Comtat original.                                                       | Per William Harris Crawford, senador per Geòrgia i secretari del Tresor dels Estats Units. | 16.008          | 1.478 km²  | Comtat de Crawford     |
| Dane           | Madison            | 1836            | A partir dels comtats de Crawford, Iowa i Milwaukee.                   | Per Nathan Dane (1752–1835), advocat i delegat que va representar Massachusetts (1785-88) al Congrés Continental. | 588.347         | 3.101 km²  | Comtat de Dane         |
| Dodge          | Juneau             | 1836            | A partir dels comtats de Brown i Milwaukee.                            | Per Henry Dodge, governador territorial de Wisconsin (1845-48). | 88.635          | 2.268 km²  | Comtat de Dodge        |
| Door           | Sturgeon Bay       | 1851            | A partir del comtat de Brown.                                          | Per un perillós pas d'aigua que uneix el llac Michigan i la badia de Green Bay conegut com a "Porte des Morts" en francès. | 30.512          | 1.248 km²  | Comtat de Door         |
| Douglas        | Superior           | 1854            | A partir del comtat de La Pointe.                                      | Per Stephen A. Douglas, senador dels Estats Units per Illinois (1847-61). | 44.276          | 3.378 km²  | Comtat de Douglas      |
| Dunn           | Menomonie          | 1854            | A partir del comtat de Chippewa.                                       | Per Charles Dunn, senador estatal i jutge en cap del Territori de Wisconsin. | 46.135          | 2.202 km²  | Comtat de Dunn         |
| Eau Claire     | Eau Claire         | 1856            | A partir del comtat de Chippewa.                                       | Per la ciutat d'Eau Claire, i aquesta de l'original en francès, "Eaux Claire", donat al riu Eau Claire. | 108.830         | 1.652 km²  | Comtat d'Eau Claire    |
| Florence       | Florence           | 1881            | A partir dels comtats de Marinette i Oconto.                           | Per Florence Hulst, la primera dona blanca que es va establir a la zona. | 4.673           | 1.264 km²  | Comtat de Florence     |
| Fond du Lac    | Fond du Lac        | 1836            | A partir del comtat de Brown.                                          | Pel nom de la ciutat, i aquesta per la denominació francesa de "fons del llac" en referència al llac Winnebago. | 104.269         | 1.864 km²  | Comtat de Fond du Lac  |
| Forest         | Crandon            | 1885            | A partir del comtats de Langlade i Oconto.                             | Pel bosc que cobria la zona. | 9.506           | 2.626 km²  | Comtat de Forest       |
| Grant          | Lancaster          | 1837            | A partir del comtat d'Iowa.                                            | Probablement per un comerciant anomenat Grant que va entrar en contacte amb els nadius de la zona el 1810. | 52.330          | 2.970 km²  | Comtat de Grant        |
| Green          | Monroe             | 1837            | A partir del comtat d'Iowa.                                            | Per Nathanael Greene, general durant la guerra d'Independència. | 37.183          | 1.512 km²  | Comtat de Green        |
| Green Lake     | City of Green Lake | 1858            | A partir del comtat de Marquette.                                      | Per la ciutat del mateix nom. | 19.370          | 905 km²    | Comtat de Green Lake   |
| Iowa           | Dodgeville         | 1829            | A partir del comtat de Crawford.                                       | Pel poble iowa. | 23.963          | 1.975 km²  | Comtat d'Iowa          |
| Iron           | Hurley             | 1893            | A partir dels comtats d'Ashland i Oneida.                              | Per la quantitat de dipòsits de ferro de la zona. | 6.235           | 1.964 km²  | Comtat d'Iron          |
| Jackson        | Black River Falls  | 1853            | A partir del comtat de La Crosse.                                      | Per Andrew Jackson, setè president dels Estats Units. | 21.027          | 2.558 km²  | Comtat de Jackson      |
| Jefferson      | Jefferson          | 1836            | A partir del comtat de Milwaukee.                                      | Per Thomas Jefferson, tercer president dels Estats Units. | 86.245          | 1.441 km²  | Comtat de Jefferson    |
| Juneau         | Mauston            | 1856            | A partir del comtat d'Adams.                                           | Per Solomon Juneau, fundador del que avui dia és la ciutat de Milwaukee. | 26.590          | 1.986 km²  | Comtat de Juneau       |
| Kenosha        | Kenosha            | 1850            | A partir del comtat de Racine.                                         | Per una paraula índia que significa "lloc del pike", nom amb el que es coneix el lluç de riu (Esox). | 168.754         | 704 km²    | Comtat de Kenosha      |
| Kewaunee       | Kewaunee           | 1852            | A partir del comtat de Door.                                           | Probablement per una paraula potawatomi que significa "riu dels perduts" o una paraula ojibwa per designar el "gall de praderia gros". | 20.751          | 887 km²    | Comtat de Kewaunee     |
| La Crosse      | La Crosse          | 1851            | A partir del comtat de Crawford.                                       | Per un joc indígena de l'actual "lacrosse". | 121.060         | 1.170 km²  | Comtat de La Crosse    |
| Lafayette      | Darlington         | 1846            | A partir del comtat d'Iwoa.                                            | Per Gilbert du Motier, marquès de La Fayette, general francès aristòcrata i militar francès que participà en la Guerra d'Independència. | 17.306          | 1.641 km²  | Comtat de Lafayette    |
| Langlade       | Antigo             | 1879            | A partir del comtat d'Oconto.                                          | Per Charles Michel de Langlade, comerciant de pells i cap de guerra dels Grans Llacs. | 19.535          | 2.255 km²  | Comtat de Langlade     |
| Lincoln        | Merrill            | 1874            | A partir del comtat de Marathon.                                       | Per Abraham Lincoln, setzè president dels Estats Units. | 28.461          | 2.277 km²  | Comtat de Lincoln      |
| Manitowoc      | Manitowoc          | 1836            | A partir del comtat de Brown.                                          | Per Munedoo-owk, paraula ojibwa que significa "el lloc del bon esperit". | 81.513          | 1.526 km²  | Comtat de Manitowoc    |
| Marathon       | Wausau             | 1850            | A partir del comtat de Portage.                                        | Per la localitat grega de Marató. | 139.091         | 4.001 km²  | Comtat de Marathon     |
| Marinette      | Marinette          | 1879            | A partir del comtat d'Oconto.                                          | Per Marie Antoinette Chevalier, esposa índia d'un caçador de pells. | 42.343          | 3.624 km²  | Comtat de Marinette    |
| Marquette      | Montello           | 1836            | A partir del comtat de Brown.                                          | Per Jacques Marquette, missioner i explorador francès. | 15.743          | 1.180 km²  | Comtat de Marquette    |
| Menominee      | Keshena            | 1959            | A partir de la reserva índia Menominee, i comtats de Shawano i Oconto. | Per la tribu Menominee. | 4.286           | 926 km²    | Comtat de Menominee    |
| Milwaukee      | Milwaukee          | 1834            | A partir del comtat de Brown.                                          | Per Mahnawaukee-Seepe, paraula índia que significa "lloc de reunió al costat del riu" | 924.740         | 625 km²    | Comtat de Milwaukee    |
| Monroe         | Sparta             | 1854            | A partir del comtat de La Crosse.                                      | Per James Monroe, cincquè president dels Estats Units. | 46.370          | 2.333 km²  | Comtat de Monroe       |
| Oconto         | Oconto             | 1851            | A partir del comtat de Brown.                                          | Pel riu Oconto i aquest per un assentament indi, el nom del qual significa "abundància de peixos". | 40.037          | 2.585 km²  | Comtat d'Oconto        |
| Oneida         | Rhinelander        | 1885            | A partir del comtat de Lincoln.                                        | Per la nació oneida. | 38.175          | 2.883 km²  | Comtat d'Oneida        |
| Outagamie      | Appleton           | 1851            | A partir del comtat de Brown.                                          | Pel poble meskwaki, conegut pel nom d'outagamie. | 195.390         | 1.651 km²  | Comtat d'Outagamie     |
| Ozaukee        | Port Washington    | 1853            | A partir del comtat de Washington.                                     | Per la paraula ojibwe "osa-kiwig" o "osagi" ("poble de la terra groga") utilitzada per denominar a la nació sauk. | 93.956          | 604 km²    | Comtat d'Ozaukee       |
| Pepin          | Durand             | 1858            | A partir del comtat de Dunn.                                           | Per Pierre i Jean Pepin du Chardonnets, exploradors. | 7.555           | 601 km²    | Comtat de Peppin       |
| Pierce         | Ellsworth          | 1853            | A partir del comtat de Saint Croix.                                    | Per Franklin Pierce, catorzè president dels Estats Units. | 43.380          | 1.486 km²  | Comtat de Pierce       |
| Polk           | Balsam Lake        | 1853            | A partir del comtat de Saint Croix.                                    | Per James Polk, onzè president dels Estats Units. | 45.831          | 2.367 km²  | Comtat de Polk         |
| Portage        | Stevens Point      | 1836            | A partir dels comtats de Brown, Crawford, Iowa i Milwaukee.            | Pel canal que enllaça els rius Fox i Wisconsin i permet el transport de mercaderies. | 72.040          | 2.074 km²  | Comtat de Portage      |
| Price          | Phillips           | 1879            | A partir dels comtats de Chippewa i Lincoln.                           | Per William T. Price, advocat i representant per Wisconsin al congrés dels Estats Units. | 14.087          | 3.249 km²  | Comtat de Price        |
| Racine         | Racine             | 1836            | A partir del comtat de Milwaukee.                                      | Per la paraula frances racine ("arrel") , i d'aquesta pel riu Root que travessa el comtat. | 198.651         | 861 km²    | Comtat de Racine       |
| Richland       | Richland Center    | 1842            | A partir del comtat d'Iowa.                                            | Pel ric sòl de la zona. | 17.123          | 1.518 km²  | Comtat de Richland     |
| Rock           | Janesville         | 1836            | A partir del comtat de Milwaukee.                                      | Pel riu Rock, que travessa el comtat. | 165.461         | 1.860 km²  | Comtat de Rock         |
| Rusk           | Ladysmith          | 1901            | A partir del comtat de Chippewa.                                       | Per Jeremiah M. Rusk, governador de Wisconsin (1882-89). | 14.168          | 2.366 km²  | Comtat de Rusk         |
| Sainte Croix   | Hudson             | 1840            | Comtat original més part del comtat de Crawford.                       | Possiblement per un dels primers exploradors francesos del segle XVII anomenat Sainte Croix, o segons un altre relat, el pare Hennepin li donà el nom francès de Ste Croix (Santa Creu) per les creus d'enterrament a la desembocadura del riu. | 97.954          | 1.871 km²  | Comtat de Sainte Croix |
| Sauk           | Baraboo            | 1840            | A partir dels comtats de Crawford, Dane i Portage.                     | Per la nació Fox i sauk. | 66.486          | 2.152 km²  | Comtat de Sauk         |
| Sawyer         | Hayward            | 1883            | A partir dels comtats d'Ashland i Chippewa.                            | Per Philetus Sawyer, representant (1865–75) i senador (1881–93) per Wisconsin. | 18.835          | 3.256 km²  | Comtat de Sawyer       |
| Shawano        | Shawano            | 1853            | A partir del comtat d'Oconto.                                          | Per una paraula ojibwa que significa "del sud". | 41.299          | 2.313 km²  | Comtat de Shawano      |
| Sheboygan      | Sheboygan          | 1836            | A partir del comtat de Brown.                                          | Per Shawb-wa-way-kun, paraula nadiua que significa "gran soroll sota terra". | 118.331         | 1.324 km²  | Comtat de Sheboygan    |
| Taylor         | Medford            | 1875            | A partir dels comtats de Clark, Lincoln, Marathon i Chippewa.          | Per William Robert Taylor, governador de Wisconsin (1874-76). | 20.167          | 2.525 km²  | Comtat de Taylor       |
| Trempealeau    | Whitehall          | 1854            | A partir dels comtats de Buffalo, Chippewa, Jackson i La Crosse.       | Per la muntanya Trempealeau (paraula francesa per "muntanya que s'endureix a l'aigua"), un turó situat en un revolt del riu Trempealeau, que travessa el comtat.                                                                                | 30.801          | 1.898 km²  | Comtat de Trempealeau  |
| Vernon         | Viroqua            | 1851            | A partir dels comtats de Richland i Crawford.                          | Per Mount Vernon, finca familiar de George Washington. | 31.351          | 2.050 km²  | Comtat de Vernon       |
| Vilas          | Eagle River        | 1893            | A partir del comtat d'Oneida.                                          | Per William Vilas, director general de correus dels Estats Units (1885-88), secretari de l'Interior dels Estats Units (1888-89) i senador de Wisconsin (1891-97).                                                                               | 23.948          | 2.219 km²  | Comtat de Vilas        |
| Walworth       | Elkhorn            | 1836            | A partir del comtat de Milwaukee.                                      | Per Reuben Hyde Walworth, jurista de Nova York. | 106.029         | 1.438 km²  | Comtat de Walworth     |
| Washburn       | Shell Lake         | 1883            | A partir del comtat de Burnett.                                        | Per Cadwallader C. Washburn, governador (1872-74) i representant de Wisconsin (1867-71) a la Cambra dels Estats Units. | 16.982          | 2.065 km²  | Comtat de Washburn     |
| Washington     | West Bend          | 1836            | A partir desl comtats de Brown i Milwaukee.                            | Per George Washington, primer president dels Estats Units. | 138.727         | 1.116 km²  | Comtat de Washington   |
| Waukesha       | Waukesha           | 1846            | A partir del comtat de Milwaukee.                                      | Per Waugooshance, una paraula potawatomi que significa "petites guineus". | 417.029         | 1.423 km²  | Comtat de Waukesha     |
| Waupaca        | Waupaca            | 1851            | A partir dels comtats de Brown i Winnebago.                            | Per waupakahonak, una paraula menominee. | 51.171          | 1.937 km²  | Comtat de Waupaca      |
| Waushara       | Wautoma            | 1851            | A partir del comtat de Marquette.                                      | Per una paraula nadiua que significa "bona terra". | 25.079          | 1.622 km²  | Comtat de Waushara     |
| Winnebago      | Oshkosh            | 1840            | A partir dels comtats de Brown, Calumet i Fond du Lac.                 | Per la tribu winnebago o Ho-Chunk. | 173.307         | 1.125 km²  | Comtat de Winnebago    |
| Wood           | Wisconsin Rapids   | 1856            | A partir del comtat de Portage.                                        | Per Joseph Wood, legislador estatal (1856-58). | 73.943          | 2.054 km²  | Comtat de Wood         |

## Història
La terra que finalment es va convertir en l'estat de Wisconsin va ser transferida del control britànic al estatunidenc amb la signatura del Tractat de París el 1783. Va ser una part no organitzada del Territori del Nord-oest fins al 1802 quan tota la terra al nord de Saint Louis fins la frontera canadenca es va organitzar com a comtat de St. Clair. Quan l'estat d'Illinois va ser admès a la Unió el 1818, Wisconsin va passar a formar part del Territori de Michigan i es va dividir en dos comtats: el comtat de Brown al llarg del nord-est del llac Michigan i el comtat de Crawford al llarg del sud-oest del riu Mississipi. El comtat d'Iowa es va formar el 1829 a partir de la terra del comtat de Crawford al sud del riu Wisconsin. La part sud del comtat de Brown es va utilitzar per formar el comtat de Milwaukee el 1834. L'estat de Wisconsin es va crear a partir del Territori de Wisconsin el 29 de maig de 1848, amb 28 comtats.

## Comtats rebatejats
Cinc comtats de Wisconsin han patit un canvi de nom, però alhora van mantenir els mateixos límits:
- El comtat de Bad Axe va existir des de 1851 fins a 1862. Va rebre el nom del riu Bad Axe i la batalla de Bad Axe. Va ser rebatejat com a comtat de Vernon el 1862.[12]
- El comtat de Dallas va existir durant 10 anys, de 1859 a 1869. Va rebre el nom per George M. Dallas, l'onzè vicepresident dels Estats Units. Va ser reanomenat comtat de Barron el 1869.
- El comtat de Gates va existir des de 1901 fins a 1905. Va rebre el nom de l'especulador de terres de Milwaukee James L. Gates.[13] Va ser rebatejat com a comtat de Rusk el 1905.[14]
- El comtat de La Pointe va existir des de 1845 fins a 1866. El 1848, quan Wisconsin va aconseguir l'estatut d'estat, el comtat de La Pointe es va dividir entre Wisconsin i Minnesota. Va ser rebatejat com a comtat de Bayfield el 1866.[15]
- New County va existir breument entre 1879 i 1880. Es va formar a partir d'una part del comtat d'Oconto i va ser rebatejat com a comtat de Langlade el 1880.[16]

## Comtats proposats
Dues propostes de comtat no varen arribar a concretar-se:
- El 1850, el comtat de Tuskola va ser proposat com una nova subdivisió del comtat de Washington.[7] Les fronteres proposades es troben dins dels actuals comtats de Washington i Ozaukee.[17]
- El 1997 es va proposae la creació, a partir de l'any 2000, del comtat de Century com una fusió dels comtats de Wood, Clark i Marathon que es centrarien al voltant de la ciutat de Marshfield. El nom va ser seleccionat per representar "un nou comtat per a un nou segle".[18] Els problemes associats a la mineria de Frac Sand van reavivar la idea el 2012.[19]